# Socha svatého Vojtěcha (Chrudim)
Klasicistní pískovcová socha svatého Vojtěcha od pražského sochaře Františka Linna byla pořízena v roce 1847 jako součást souboru sochařských děl instalovaných na pískovcovém parapetu v Široké ulici v okresním městě Chrudim. Socha je od roku 1958 chráněna jako nemovitá kulturní památka ČR.

## Historie
Socha svatého Vojtěcha byla v roce 1960 spolu se zbylými čtyřmi sochami světců přemístěna kvůli rozšíření Široké ulice na bývalý hřbitov u kostela svatého Michaela archanděla a v roce 1997 byla umístěna zpět na novodobý pískovcový parapet rampy v Široké ulici stoupající od mostu u muzea nad městským náhonem.

## Popis
Na nízkém hranolovém podstavci umístěném na novodobém pískovcovém parapetu rampy Široké ulice stojí na vyšším pilíři zakončeném nahoře profilovanou římsou socha svatého Vojtěcha v životní velikosti. Postava světce s nakročenou pravou nohou je oděna v biskupském šatě s řasnatým pláštěm, který přidržuje levou rukou, v níž zároveň drží biskupskou hůl. Pravou ruku má zdviženou k přísaze. 
Na podstavci sochy je vytesán letopočet 1847 a nečitelný nápis.